# ایکس (مجموعه‌فیلم)
ایکس (به انگلیسی: X) مجموعه‌فیلمی آمریکایی در ژانر اسلشرِ ترسناک بر پایهٔ اثری اصلی از تی وست است. این فرنچایز که شامل سه فیلم بلند سینمایی می‌شود، با فیلمی اصلی به همین نام آغاز شد، و با یک پیش‌درآمد و دنباله ادامه داده می‌شود. طرح کلی این سری دربارهٔ دو شخصیت به نام‌های «ماکسین مینکس» و «پِرل» است که هر دو توسط میا گاث به تصویر کشیده شده‌اند؛ ماکسین یک بازیگر جوانِ مشتاق به سینما است، در حالی که پِرل زنی مسن است که شانس شهرت خود را از دست داده‌است. این دو زن با اینکه شباهت‌های فراوانی به هم دارند، در انتخاب‌های زندگیِ خود متفاوت هستند. این مجموعه‌فیلم به بررسی دورانِ فیلم‌سازی و تأثیر آن بر جامعه می‌پردازد.
مجموعه‌فیلم ایکس تاکنون ۲۳٬۷ میلیون دلار در برابر بودجهٔ ۲ میلیون دلاریِ خود فروش داشته، و از نقش‌آفرینی میا گاث تمجید شده‌است. ایکس، نخستین ورودی از این سری با تحسین گستردهٔ منتقدان مواجه شد، و عملکرد موفقیت‌آمیزی در گیشه داشت؛ از این فیلم برای ادای احترام به فیلم‌های اسلشر کلاسیک تمجید شده‌است، و به عنوان یک فیلم ترسناک کالت کلاسیکِ مدرن و تأثیرگذار در نظر گرفته می‌شود، که تأثیر آن بر آیندهٔ این زیر ژانر پیش‌بینی شده‌است. پرل پیش‌درآمد ایکس و دومین ورودی در این فرنچایز نیز با استقبال مثبت شدید منتقدان مواجه شد، که برخی اظهار داشتند که فیلم به‌طور ناخواسته مقدمهٔ قسمتِ قبلی را بهبود بخشیده‌است، و همچنین عملکرد مطلوبی در گیشه داشت.
فیلم سومی از این سری با عنوان ماکسین (Maxxxin) در سال ۲۰۲۴ به‌عنوان دنبالهٔ مستقیم برای ایکس با بازی گاث تولید و پخش شده است.

## فیلم‌ها
| فیلم   | تاریخ انتشار    | کارگردان | فیلمنامه‌نویس(ها) | تهیه‌کنندگان                                  |
| ------ | --------------- | -------- | ---------------- | -------------------------------------------- |
| ایکس   | ۱۸ مارس ۲۰۲۲    | تی وست   | تی وست           | جیکوب جافکه، هریسون کریس و کوین تورن         |
| پرل    | ۱۶ سپتامبر ۲۰۲۲ | تی وست   | تی وست و میا گاث | جیکوب جافکه، تی وست، هریسون کریس و کوین تورن |
| ماکسین | ۵ ژوئیه ۲۰۲۴    | تی وست   | تی وست           | جیکوب جافکه، تی وست، هریسون کریس و کوین تورن |

### ایکس (۲۰۲۲)
ایالات متحده در سال ۱۹۷۹: تیمی از فیلمسازان آماتور مصمم هستند تا با کاوش در صنعتِ فیلم پورنوگرافی، تجربهٔ جدیدی را در سینما خلق کنند. یک مالک و توسعه‌دهندهٔ فیلم به نام وین، تصمیم می‌گیرد که پروژه‌ای را با تصور خودش تهیه کند، و کارگردانی جوان و بی‌تجربه به نام آرجی را استخدام می‌کند، در حالی که دوست‌دختر محفوظِ او لورین در طول تصویربرداری اصلی به ویرایش صدا می‌پردازد. دوست‌دختر جوان‌تر وین، بازیگری مشتاق به نام ماکسین، در کنار ستاره‌های پورنوگرافی بابی-لین و جکسون، در این فیلم با عنوان دختران کشاورز بازی می‌کند. در طول سفر جاده‌ای به سوی محدوده‌ای روستایی در تگزاس، گروه اختلافات خود را دارند، اما در نهایت آنها را کنار می‌گذارند زیرا وین معتقد است که با نوآوریِ این پروژه به ثروت و شهرت دست خواهند یافت.
پس از اینکه گروه به مکان دورافتادهٔ فیلم‌برداری، یک کابین جداشده که وین از صاحب‌خانه سالخورده‌اش به نام هاوارد و همسر بیمارش پرل اجاره کرده بود، می‌رسند بلافاصله شروع به تولید می‌کنند. این گروه بدون اطلاع صاحب‌خانه، به هرزگی جنسی خود ادامه می‌دهند، در حالی که لورین با ناراحتی از آرجی تصمیم می‌گیرد در یک صحنهٔ جنسی در آخر فیلم شرکت کند. در تمام این مدت، کنجکاوی پرل را به بررسیِ کابین سوق می‌دهد تا فعالیت‌های تیم را مخفیانه تماشا کند. پرلِ سالخورده با حسادت به جوانی و تمایلات جنسی این گروه، و خشمگین از بدنِ پیرش، آرزوی زمانی را دارد که او نیز به دنبال ستاره‌شدن بود، و متعاقباً یک‌به‌یک شروع به حمله به گروهِ فیلم‌برداری می‌کند. وقتی هاوارد از اتفاقاتی که در ملکش رخ داده‌است مطلع می‌شود، به همسرش در ماموریتش برای کشتارِ آن‌ها کمک می‌کند. گروهِ فیلم‌برداری با آغاز یک قتل‌عام، برای بقا در شب مبارزه می‌کنند.

### پرل: یک داستان پیدایش ایکس
ایالات متحده در سال ۱۹۱۸: پرل دختری جوان و جاه‌طلب است که تمایل به سلبریتی‌شدن در مقیاس ملی دارد. او که از طرفداران پرشور فیلم‌های سینمایی و رقص است، آرزوهای خود را برای تبدیل‌شدن به یک ستاره سینما به خانواده‌اش ابراز می‌کند. اگرچه شوهرش در طول جنگ جهانی اول در ارتش دور است، او در خانهٔ والدینش می‌ماند، و باید به انتظارات محتاطانه و سخت‌گیرانه آنها پایبند باشد و به مزرعه آنها رسیدگی کند. مادر آلمانی‌اش روث، آرزوهای او را نادیده می‌گیرد، و با طبیعت استثمارگر خود دستور می‌دهد تا زمانی که در خانه آنها زندگی می‌کند خانه‌دار بماند. این شامل مراقبت از پدر بیمارش است که به ویلچر بسته شده‌است و دیگر قادر به صحبت‌کردن نیست. اگرچه او در ابتدا حیوانات مزرعه را به عنوان دوستان خود می‌بیند و با آن‌ها گفتگوهایی روان‌پریشی گویی که انسان باشند دارد، اما سپس شروع به سلاخی آنها می‌کند تا خشم درونی خود را آرام کند.
علی‌رغم این محدودیت‌ها، پرل اغلب مخفیانه به تئاتر محلی فرار می‌کند، جایی که می‌تواند از دغدغه‌های روزانهٔ خود فرار کند و رویاهای خود را دربارهٔ آینده‌ای متفاوت از زندگی‌ای که در آن زندگی می‌کند خیال‌پردازی کند. با گذشت زمان، یک پروژکشنیست در سینما، رابطه‌ای عشوه‌گرانه و هوس‌آلود را با او آغاز می‌کند. او پس از نمایش یک فیلم پورنوگرافیک صامت به پرل می‌گوید که می‌خواهد روزی او را در چیزی مشابه ببیند، و پرل دوباره باور می‌کند که روزی او یک سلبریتی خواهد شد. تشنگیِ او برای تعامل جنسی همچنان با توجه به نیازهای مزرعه سرکوب می‌شود. در طول این مدت با طغیان گرایش‌های غیرقابل قبول سایکوپاتی، مادرش به او می‌گوید که مشکلی در او وجود دارد. اختلافات آنها تشدید می‌شود و پرل خواسته‌های واقعی ضد اجتماعی خود را رها می‌کند. در حالی که او متعهد می‌شود از طریق آدم‌کشی تبدیل به یک قاتل زنجیره‌ای شود، ناخواسته سرنوشت خود را برای جلوگیری از تحقیقات جنایی در مورد یک قتل رقم می‌زند. او تلاش می‌کند تا با این واقعیت کنار بیاید که هرگز به اهدافش نمی‌رسد، هرگز به رویاهایش نمی‌رسد، و همیشه باید در مزرعهٔ خانوادگی که در نتیجهٔ اعمالش به او ارث می‌رسد، ناشناس باقی بماند.

### ماکسین (۲۰۲۴)
وست در مارس ۲۰۲۲ اعلام کرد که در حال حاضر مشغول کار بر روی فیلمنامه سومین فیلم از این سری فیلم است که به صورت گاه‌شماری پس از وقایع ایکس رخ می‌دهد. این پروژه ژانر فرعی دیگری از ترسناک را بررسی می‌کند و به تصویر کشیدن تأثیر سینما بر جامعه ادامه می‌دهد و چگونگی توسعه رسانه خانگی را بررسی می‌کند. وست می‌گوید، در حالی که بیننده می‌تواند هر فیلم را به‌طور مستقل بدون دیدن فیلم قبلی تماشا کند، آنها برای «تکمیل یکدیگر» ساخته شده‌اند. وست در تشریح فرآیندهای خلاقانه‌اش در طول ساخت این فیلم‌ها اظهار داشت: «سعی می‌کنم مانند دیگران این روزها دنیایی از این داستان‌ها بسازم». این فیلمساز در ادامه بیان کرد: «بدون یک مجموعه‌فیلم نمی‌توان اسلشر ساخت.»
در سپتامبر ۲۰۲۲، در نخستین نمایش پرل در جشنواره بین‌المللی فیلم تورنتو ۲۰۲۲، سومین ورودی از این مجموعه‌فیلم به‌طور رسمی با پخش تیزر کوتاه پس از تیتراژ اعلام شد. این کلیپ بعداً برای کسانی که در مراسم حضور نداشتند به صورت آنلاین منتشر شد. وست بار دیگر به عنوان نویسنده/کارگردان و یکی از تهیه‌کنندگان فعالیت می‌کند، در حالی که میا گاث نقش خود را از فیلم اول تکرار خواهد کرد. این فیلم که دنباله‌ای بر ایکس است، در سال ۱۹۸۵ اتفاق می‌افتد و «MaXXXine» نام دارد. تأیید شد که طرح داستانیِ آن دربارهٔ ماکسین، تنها بازمانده از «قتل‌عام ایکس» است که آیندهٔ او در هالیوود را دنبال می‌کند.پس از موفقیت‌های دو قسمت قبلی، تریلر فیلم به صورت مستقیم با چراغ سبز فیلم توسط ای۲۴ فیلم‌برداری شد. جیکوب جافکه، کوین تورن و هریسون کریس تهیه‌کنندگان این پروژه هستند، در حالی که گاث به عنوان تهیه‌کنندهٔ اجرایی نیز فعالیت کردند.این فیلم در ۵ ژوئیه ۲۰۲۴ منتشر شد.

## بازیگران و شخصیت‌ها
| شخصیت                     | فیلم‌ها         | فیلم‌ها                     | فیلم‌ها   | فیلم‌ها |
| شخصیت                     | ایکس           | پرل: یک داستان پیدایش ایکس | MaXXXine |        |
| ------------------------- | -------------- | -------------------------- | -------- | ------ |
| شخصیت                     | ۲۰۲۲           | ۲۰۲۲                       | ۲۰۲۴     |        |
| نقش‌های تکرارشونده         |                |                            |          |        |
| ماکسین مینکس              | میا گاث        |                            | میا گاث  |        |
| پِرل                       | میا گاث        | میا گاث                    |          |        |
| هاوارد                    | استفان اوره    | آلیستر سیول                |          |        |
| معرفی‌شده در ایکس          |                |                            |          |        |
| لورین دی                  | جنا اورتگا     |                            |          |        |
| وین گیلروی                | مارتین هندرسون |                            |          |        |
| آرجی نیکولز               | اوون کمبل      |                            |          |        |
| بابی-لین پارکر            | بریتنی اسنو    |                            |          |        |
| جکسون هول                 | کید کادی       |                            |          |        |
| پدر ماکسین مبشر تلویزیونی | سیمون پرست     |                            |          |        |
| کلانتر دنتلر              | جیمز گیلین     |                            |          |        |
| معرفی‌شده در پرل           |                |                            |          |        |
| پروژکشنیست                |                | دیوید کورنسوت              |          |        |
| روث                       |                | تندی رایت                  |          |        |
| پدر پرل                   |                | متیو ساندرلند              |          |        |
| میتسی                     |                | اما جنکینز-پورو            |          |        |

## بازخورد

### عملکرد گیشه و مالی
| فیلم  | فروش گیشه     | فروش گیشه    | فروش گیشه    | رتبه در گیشه | رتبه در گیشه | ویدئوی خانگی | مجموع فروش جهانی | بودجه       | درآمد خالص جهانی | منبع                |
| فیلم  | آمریکای شمالی | سایر مناطق   | جهانی        | رتبهٔ داخلی   | رتبهٔ جهانی   | ایالات متحده | مجموع فروش جهانی | بودجه       | درآمد خالص جهانی | منبع                |
| ----- | ------------- | ------------ | ------------ | ------------ | ------------ | ------------ | ---------------- | ----------- | ---------------- | ------------------- |
| ایکس  | $۱۱٬۷۶۹٬۴۶۹   | $۲٬۷۱۱٬۲۸۶   | $۱۴٬۴۸۰٬۷۵۵  | #۴٬۸۹۰       | #۸٬۱۴۴       | $۶۵۹٬۶۹۵     | $۱۵٬۱۴۰٬۴۵۰      | $۱٬۰۰۰٬۰۰۰  | $۱۴٬۱۴۰٬۴۵۰      | [ ۲۴ ] [ ۱ ] [ ۲۵ ] |
| پرل   | $۹٬۱۱۱٬۵۳۲    | اعلام‌خواهدشد | $۹٬۱۱۱٬۵۳۲   | #۵٬۳۸۸       | #۷٬۶۴۰       | اعلام‌خواهدشد | $۹٬۱۱۱٬۵۳۲       | <$۱٬۰۰۰٬۰۰۰ | >$۸٬۱۱۱٬۵۳۲      | [ ۲۶ ] [ ۲ ] [ ۲۷ ] |
| مجموع | $۲۰٬۸۸۱٬۰۰۱   | >$۲٬۷۱۱٬۲۸۶  | >$۲۳٬۵۹۲٬۲۸۷ | x̅ #۵٬۱۳۹     | x̅ #۷٬۸۹۲     | >$۶۵۹٬۶۹۵    | >$۲۴٬۲۵۱٬۹۸۲     | <$۲٬۰۰۰٬۰۰۰ | >$۲۲٬۲۵۱٬۹۸۲     |                     |

### پاسخ انتقادی و عمومی
| فیلم                       | راتن تومیتوز    | متاکریتیک         | سینماسکور |      |                 |                   |   |
| -------------------------- | --------------- | ----------------- | --------- | ---- | --------------- | ----------------- | - |
| فیلم                       | راتن تومیتوز    | متاکریتیک         | سینماسکور | ایکس | ۹۵٪ (۲۱۳ بررسی) | ۷۹/۱۰۰ (۳۵ بررسی) | — |
| پرل: یک داستان پیدایش ایکس | ۸۹٪ (۱۴۰ بررسی) | ۷۳/۱۰۰ (۱۳ بررسی) | B-        |      |                 |                   |   |